# Liste der kurpfälzischen Schlösser
Die Liste der kurpfälzischen Schlösser beinhaltet die Residenzen des historischen Staates Kurpfalz des Heiligen Römischen Reichs. Sein Territorium erstreckte sich als Flickenteppich über die heutigen Bundesländer Bayern, Baden-Württemberg, Hessen, Rheinland-Pfalz, Saarland, das französische Elsass und kurzzeitig auch über das Innviertel, Tirol und Vorarlberg. Die Eichartzhausen in Lothringen war dagegen Besitz der Nebenlinie Pfalz-Veldenz.
Zeitlich umfasst diese Liste die Zeit von 1214, als die bayerischen Wittelsbacher Pfalzgrafen bei Rhein wurden, bis 1816. Von 1356 bis 1806 führten sie mit einer Unterbrechung den Titel eines Kurfürsten des Heiligen Römischen Reichs.
Räumlich umfasst diese Liste die Untere Pfalz (Pfalz am Rhein) und die von 1329 bis 1628 zu Kurpfalz gehörende Obere Pfalz. Hauptstädte waren Heidelberg, Mannheim und Frankenthal sowie Amberg für die Oberpfalz. Nach 1685 wurde Düsseldorf zeitweise Hauptstadt. 1778 wurde dann München die letzte Hauptresidenz des Staats.
Die Schlösser der pfälzischen Nebenlinien Simmern, Mosbach, Neuburg mit dem Herzogtum Jülich-Berg, Neumarkt, und Zweibrücken sind nicht Thema dieser Liste, sofern sie nicht zur Kurpfalz gehörten.

## Historische Ereignisse
Kriege und Erbteilungen waren wesentliche Einschnitte für den Zuschnitt des Territoriums und die Zugehörigkeit der Schlösser und Burgen zur Kurpfalz.
- 1329 Hausvertrag von Pavia: Die Oberpfalz kommt an die Kurpfalz.
- 1410 wurden im Rahmen der kurpfälzischen Erbteilung Burgen der Kurpfalz an die neuen Nebenlinien Pfalz-Simmern-Zweibrücken, Pfalz-Mosbach und Pfalz-Neumarkt übertragen.
- 1460–1463 Badisch-Pfälzischer Krieg.
- 1504 Im Landshuter Erbfolgekrieg wird Schloss Helfenberg zerstört.
- 1505 Nach dem Friedensspruch wurde die Junge Pfalz gebildet, ein zersplittertes Gebiet von der oberen Donau über Franken bis zur nördlichen Oberpfalz. Hauptstadt des Herzogtums wurde Neuburg an der Donau.
- 1525 Pfälzischer Bauernkrieg.
- 1559 Mit der Erbfolge der Linie Pfalz-Simmern kommt Schloss Simmern an die Kurpfalz.
- 1618–1648 Dreißigjähriger Krieg, Zerstörung der Kaiserpfalz in Kaiserslautern.
- 1628 Entscheidend für die Kurpfalz war neben Verlust der ersten Kurwürde auch der Verlust der Oberpfalz mit ihren Burgen und Schlössern an die bayerischen Wittelsbacher.
- 1674/75 Im Holländischen Krieg verwüstet Turenne die Kurpfalz.
- 1685 erbt die Linie Pfalz-Neuburg die Kurpfalz.
- 1688–1697 Im Pfälzischen Erbfolgekrieg werden viele Schlösser und Burgen zerstört.
- 1701–1714 Auch der Spanische Erbfolgekrieg wird in der Kurpfalz geführt. In seinem Verlauf kommt von 1708 bis 1714 die gesamte bayerische Oberpfalz noch einmal unter pfälzische Herrschaft.
- 1742 tritt Carl Theodor aus dem Hause Pfalz-Sulzbach das kurpfälzische Erbe an. Die Sulzbacher Residenz fällt an die Kurpfalz.
- 1778 ist Carl Theodor auch der Kurfürst von Bayern, es entsteht das vereinigte Kurfürstentum Pfalz-Baiern.
- 1779 Friede von Teschen, Abtretung des Innviertels
- 1797 Im ersten Revolutionskrieg fällt die linksrheinische Kurpfalz an das revolutionäre Frankreich.
- 1799 fallen die Schlösser des Herzogtums Zweibrücken an die Kurpfalz, die linksrheinischen Bauten sind allerdings ruiniert und im Besitz Frankreichs, 1801 auch vertraglich.
- 1803 Mit dem Reichsdeputationshauptschluss wird die Kurpfalz aufgelöst, verbliebene Schlösser und Burgen fallen an Baden und Hessen-Darmstadt. Einige bischöflichen Residenzschlösser kommen an Pfalz-Bayern.
- 1805 das Innviertel, Tirol und Vorarlberg kommen zu Pfalz-Bayern.
- 1806 Abtretung des Herzogtum Berg, Zugang weiterer fürstbischöflicher Schlösser.
- 1806 Gründung des Königreichs Bayern.
- 1815 Wiener Kongress, endgültiger Gebietszuschnitt des Territoriums.
- 1816 Königreich Bayern als Verfassungsstaat mit acht Regierungsbezirken.
  - Wiederaufbau des Schlosses Zweibrücken.

Siehe: Schlösser und Residenzen in Bayern

## Schlösser und Residenzen der Kurpfalz
Die Liste ist derzeit noch eine Auswahl an Schlössern und keinesfalls vollständig.
Hinweise:
Diese Liste ist sortierbar: durch Anklicken eines Spaltenkopfes wird die Liste nach dieser Spalte sortiert, zweimaliges Anklicken kehrt die Sortierung um. Durch das Anklicken zweier Spalten hintereinander lässt sich jede gewünschte Kombination erzielen.
Die Spalte Ort sortiert zuerst nach Bundesland und dann nach dem Ort.
| Name                            | Ort                                       | Funktion               | Bestand                         | Verbleib und Erhaltungszustand | Bild                                          |
| ------------------------------- | ----------------------------------------- | ---------------------- | ------------------------------- | --- | --------------------------------------------- |
| Schloss Amberg (Oberpfalz)      | Bayern Amberg                             | kurf. Residenz         | 1417–1628                       | Burg, seit 1417 zum Schloss ausgebaut, abgebrannt; Südflügel erhalten                                                                                    | Schloss Amberg, Südflügel                     |
| Schloss Deinschwang (Oberpfalz) | Bayern Lauterhofen                        | Jagdschloss            | 1530–1628                       | um 1527 errichtet, heute Bauernhaus; Reste | Schloss Amberg, Südflügel                     |
| Schloss Benrath                 | Nordrhein-Westfalen Düsseldorf-Benrath    | Lustschloss Witwensitz | 1757–1806                       | 1755–1773 erbaut; bedeutsames architektonisches Gesamtkunstwerk                                                                                          | Schloss Benrath: Nordseite des Corps de Logis |
| Düsseldorfer Schloss            | Nordrhein-Westfalen Düsseldorf            | kurf. Residenz         | 1685–1806                       | 1755 erweitert; nach Brand 1872 abgerissen; Turm erhalten                                                                                                | Düsseldorfer Schloss, 1798                    |
| Schloss Jägerhof                | Nordrhein-Westfalen Düsseldorf-Pempelfort | Jagdschloss            | 1752–1806                       | 1752–1763 erbaut; erhalten | Schloss Jägerhof                              |
| Klein-Frankenthal               | Rheinland-Pfalz Frankenthal               | Witwensitz             | 1610–1689                       | 1809 Bettlerdepot; überbaut |                                               |
| Friedelsheim                    | Rheinland-Pfalz Friedelsheim              | Witwensitz             | 1433–1689                       | Burg durch Schloss überbaut; zerstört, Bergfried erhalten                                                                                                | Burg Friedelsheim                             |
| Germersheimer Schloss           | Rheinland-Pfalz Germersheim               | Oberamtssitz           | 1325–1674                       | Burg, zum Schloss ausgebaut, zerstört; überbaut | Germersheimer Schloss (um 1620)               |
| Schloss Gwiggen                 | Österreich Hohenweiler                    |                        | 1805–1810                       | 1806 versteigert; seit 1856 Kloster | Schloss Gwiggen                               |
| Heidelberger Schloss            | Baden-Württemberg Heidelberg              | kurf. Residenz         | 1401–1693                       | Burg, seit 1401 zum Schloss ausgebaut, 1689/1693 zerstört; Ruine                                                                                         | Heidelberger Schloss                          |
| Schloss Rohrbach                | Baden-Württemberg Heidelberg-Rohrbach     | Jagdschloss            | 1799–1803                       | um 1770 erbaut; erhalten, Fachklinik | Rohrbacher Schlösschen                        |
| Schloss Helfenberg (Oberpfalz)  | Bayern Velburg                            | Schloss                | 1370–1504                       | Burg, zum Schloss umgebaut; Ruine | Schloss Helfenberg                            |
| Hofburg in Innsbruck            | Österreich Innsbruck                      | Residenz               | 1805–1810                       | Burg, dann Schloss, im Rokokostil umgebaut; erhalten | Hofburg in Innsbruck                          |
| Kaiserpfalz                     | Rheinland-Pfalz Kaiserslautern            | pfalzgräfl. Residenz   | 1357–1688                       | Burg, erweitert zum Schloss, 1635/1688/1703 zerstört u. gesprengt; Reste erhalten                                                                        | Kaiserpfalz (1740, links)                     |
| Schloss Karlsberg               | Saarland Homburg                          | erbprinzl. Residenz    | 1799–1801                       | 1793 niedergebrannt; Ruine, Reste | Schloss Karlsberg                             |
| Mannheimer Schloss              | Baden-Württemberg Mannheim                | kurf. Residenz         | 1720–1803                       | 1720–1760 erbaut; im 2. Weltkrieg zerstört; rekonstruiert, Universität                                                                                   | Mannheimer Schloss (Stand 2007)               |
| Zweibrückener Palais            | Baden-Württemberg Mannheim                | erbprinzl. Residenz    | 1799–1803                       | im 2. Weltkrieg zerstört |                                               |
| Mühlauschlösschen               | Baden-Württemberg Mannheim                | erbprinzl. Residenz    | 1732–1803                       | 1730 erbaut; 1893 abgebrochen | Mühlauschlösschen                             |
| Schloss Mattighofen             | Österreich Mattighofen                    | bay. Amtssitz          | 1778–1779                       | 1799 umgebaut; erhalten, Stadtamt u. Veranstaltungssaal                                                                                                  | Schloss Mattighofen, Innenhof                 |
| Münchner Residenz               | Bayern München                            | kurf. Residenz         | 1778–1918                       | im 2. Weltkrieg zerstört; rekonstruiert | Schloss Nymphenburg                           |
| Schloss Nymphenburg             | Bayern München-Nymphenburg                | Sommerresidenz         | 1778–1918                       | Erhalten, beherbergt heute einige Museen | Residenz, München Brunnenhof                  |
| Schloss Neuschloß               | Hessen Lampertheim                        | Jagdschloss            | 1468–1622                       | 1504/1622 zerstört, Teilabbruch; Beamtenbau erhalten | Neuschloß, Beamtenbau                         |
| Schloss Oggersheim              | Rheinland-Pfalz Oggersheim                | Kurfürstinnensitz      | –1794                           | ausgebrannt und abgetragen | Schloss Oggersheim (Modell)                   |
| Schloss Oppenheim, Landskron    | Rheinland-Pfalz Oppenheim                 | Schloss                | 1315–1621                       | 1615 Schloss, 1621 ausgebrannt, 1689 Bergfried gesprengt; Ruine                                                                                          | Burg Landskron                                |
| Palais Deux-Ponts               | Paris                                     | erbprinzl. Residenz    | 1799–1813                       | ? |                                               |
| Burg Neuburg                    | Bayern Neuburg an der Donau               | kurf. Stammschloss     | 1527–1557 1685–1918             | Burg, seit 1527 Umbau zum Schloss, 1557 an Pfalz-Zweibrücken, 1569 an Neuburg; erhalten                                                                  | Schloss Neuburg                               |
| Pfälzer Schloss                 | Hessen Groß-Umstadt                       | Schloss, Oberamtssitz  | 1390–1803 (mit Unterbrechungen) | um 1300 Burg, ab 1390 pfälzisch, 15. Jh. Schlossumbau, 1504 bis 1521 und 1626 bis 1648 hessisch, 1803 endgültig an Hessen, 1806 nach Brand neu aufgebaut | Pfälzer Schloss (Nordseite)                   |
| Schloss Neumarkt (Oberpfalz)    | Bayern Neumarkt                           | Residenz               | 1329–1410 1490–1628             | 1520 abgebrannt, 1539 Wasserschloss; heute Amtsgericht                                                                                                   | Schloss Neumarkt                              |
| Schloss Rhenen                  | Niederlande Rhenen                        | Exilresidenz           | 1629–1650                       | 1629–1631 erbaut; um 1800 niedergebrannt | Schloss Rhenen (1745)                         |
| Schloss Schwetzingen            | Baden-Württemberg Schwetzingen            | Sommerresidenz         | 1697–1803                       | Jagdschloss, bis 1753 erweitert; erhalten | Schloss Schwetzingen, Vorderfront             |
| Burg Simmern                    | Rheinland-Pfalz Simmern                   | kurf. Stammschloss     | 1311–1410 1559–1689             | 1410 an Pfalz-Simmern, seit 1460 zur Residenz ausgebaut, 1689 gesprengt; überbaut                                                                        | Burg Simmern (um 1620)                        |
| Hôtel des Deux-Ponts            | Frankreich Straßburg                      | erbprinzl. Residenz    | 1799–1801                       | erhalten; Militärkommandantur | Hôtel des Deux-Ponts                          |
| Burg Sulzbach (Oberpfalz)       | Bayern Sulzbach-Rosenberg                 | pfalzgräfl. Residenz   | 1305–1505 1742–1918             | 1505 an Pfalz-Neuburg, 1742 erbt Pfalz-Sulzbach die Kurpfalz; Schloss                                                                                    | Schloss Sulzbach                              |
| Weinheimer Schloss              | Baden-Württemberg Weinheim                | Nebenresidenz          | 1423–1725                       | ab 1423/1537 erbaut, neuzeitlich ergänzt; heute u. a. Stadtverwaltung                                                                                    | Weinheimer Schloss                            |
| Burg Zweibrücken                | Rheinland-Pfalz Zweibrücken               | Stammschloss           | 1385–1410                       | 1410 an Pfalz-Zweibrücken, zerstört; überbaut |                                               |
| Schloss Zweibrücken             | Rheinland-Pfalz Zweibrücken               | erbprinzl. Residenz    | 1799–1801                       | 1720–1725 erbaut; 1793 ruiniert; 1820 Kirche, später OLG (bis heute)                                                                                     | Schloss Zweibrücken                           |